# Autrans
Autrans era una comuna francesa situada en el departamento de Isère, de la región de Auvernia-Ródano-Alpes, que el 1 de enero de 2016 pasó a ser una comuna delegada de la comuna nueva de Autrans-Méaudre-en-Vercors al fusionarse con la comuna de Méaudre.

## Demografía
| Gráfica de evolución demográfica de Autrans entre 1800 y 2013 |
|                                                               |

Los datos demográficos contemplados en este gráfico de la comuna de Autrans se han cogido de 1800 a 1999 de la página francesa EHESS/Cassini, y los demás datos de la página del INSEE.

## Ciudades hermanadas
- Puilboreau.
- Lillehammer.